# Santa Cruz Muyuapan
Santa Cruz Muyuapan är en ort i Mexiko.   Den ligger i kommunen Nogales och delstaten Veracruz, i den sydöstra delen av landet, 210 km öster om huvudstaden Mexico City. Santa Cruz Muyuapan ligger 2 353 meter över havet och antalet invånare är 270.
Terrängen runt Santa Cruz Muyuapan är kuperad åt nordväst, men åt sydost är den bergig. Runt Santa Cruz Muyuapan är det tätbefolkat, med 411 invånare per kvadratkilometer. Närmaste större samhälle är Orizaba, 12,3 km öster om Santa Cruz Muyuapan. I omgivningarna runt Santa Cruz Muyuapan växer i huvudsak städsegrön lövskog.